# Große Strandschnecke

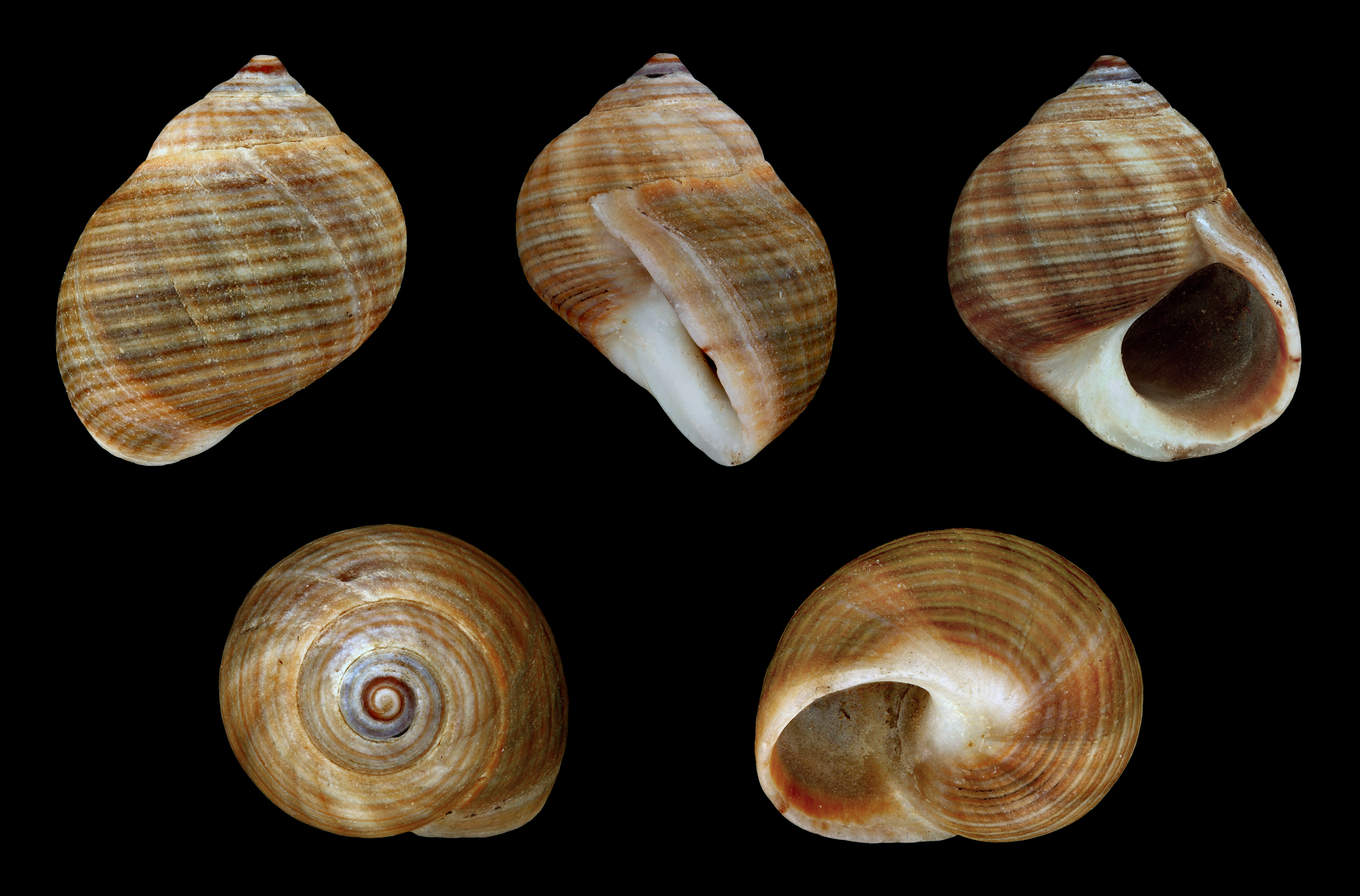
Gehäuse von Littorina littorea

Die Große oder Gemeine Strandschnecke (Littorina littorea) ist eine häufige Meeresschnecke der Küstenzonen mit einem kegelförmigen Gehäuse und einem an ihrem Fuß verankerten Deckel. Sie wird auch als Essbare Strandschnecke bezeichnet, da sie schon seit alter Zeit in den Küstenländern als Nahrung diente. Ihr Verbreitungsgebiet ist der gesamte Nordatlantik ab dem 43. Breitengrad bis zur Nord- und Ostsee. Die Gemeine Strandschnecke zählt zu der Familie Littorinidae, die innerhalb der klassischen Systematik zu den Mittelschnecken (Mesogastropoda) der Vorderkiemer (Prosobranchia) gestellt wird. In der hier verwendeten phylogenetischen Systematik werden die Littorinidae in der Ordnung Sorbeoconcha geführt.

## Merkmale
Die Strandschnecke besitzt ein 1 bis 2 cm großes kräftiges und kegelförmiges Gehäuse, dessen Färbung variabel ist. Anhand der feinen Zuwachs- und Spiralstreifen auf der Gehäuseoberfläche lassen sich bis zu sieben Umgänge erkennen, wobei die letzte große Windung den größten Teil bildet. Im Unterschied zu der ihr verwandten Art Littorea saxatilis (Kleine Strandschnecke) zeigt die Strandschnecke einen spitzen Gehäusegipfel und ihre äußere Mündungslippe führt in einem flachen Winkel an den Gehäuserand.

## Vorkommen

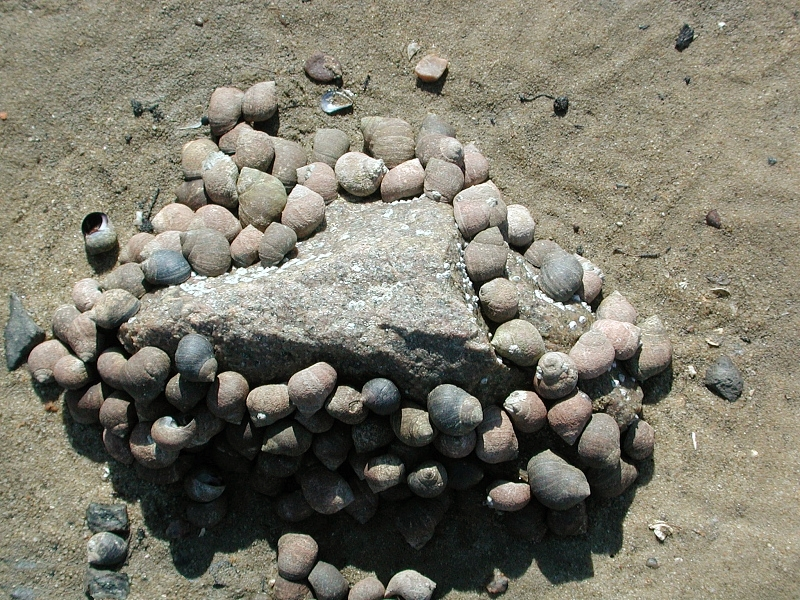
Gemeine Strandschnecke

Der Lebensraum der Strandschnecke umfasst Weich- und Hartböden auf den weiten Wattflächen der Gezeitenzone geschützter Küstenbereiche. Besonders häufig findet man sie jedoch in der direkten Nähe von Muschelbänken, Buhnen und Molen. Hier findet sich eine Besiedlungsdichte von bis zu mehreren hundert Individuen pro m². Diese weiden mit ihrer Raspelzunge (Radula) die Algen und Tiere ab, die sich dort angesiedelt haben. Da sie die Schalen sessiler Muscheln reinigt, ist sie für das Überleben dieser Populationen oft von großer Bedeutung.
Der Hartboden stellt den bevorzugten Lebensraum der Strandschnecke dar. Auch an Steinen oder Pfählen nahe der Hochwasserlinie kriechen die Tiere empor. 
Im Schlick- und Mischwatt oder in den Seegraswiesen lassen sich nur wenige Tiere finden: Die Verdriftungsgefahr durch Strömung und Brandung ist hier aufgrund fehlender oder nur mangelhafter Festhaftungsmöglichkeiten zu hoch.

## Anpassung an den Lebensraum
Während des periodischen Trockenfallens ihres Habitats im Rhythmus der Gezeiten sammelt sich die Strandschnecke bei ablaufendem Wasser an feuchten und sonnengeschützten  Orten und zieht das Gehäuse dicht an den Untergrund.
Besonders an längere Trockenperioden ist die Strandschnecke durch das Verschließen des Gehäuses gut angepasst. Bei anhaltender Trockenheit kann sie ihr Gehäuse mit einem hornigen Deckel, dem Operculum, den sie auf dem hinteren Endes ihres Fußes trägt, verschließen. In diesem Zustand kann sie drei bis vier Wochen ohne Wasserbedeckung überdauern. Durch einen winzigen Spalt der Mündung kann die Schnecke Sauerstoff aus der Luft aufnehmen. Die Aufnahme von Luft-Sauerstoff kann aufgrund einer speziellen Anpassung der Atemorgane stattfinden. Die Kiemen der Strandschnecke sind zugunsten der Wand der Kiemenhöhlen, die stark mit Blutgefäßen durchsetzt sind, reduziert.
Diese Anpassung ermöglicht nicht nur den Widerstand gegen unbeständige Wetterverhältnisse, sondern sie ist somit in der Lage, ein konkurrenzloses Habitat zwischen Land und Meer zu besiedeln. Im Lebensraum über der mittleren Hochwasserlinie, wo nur noch Wellen und Spritzer für Feuchtigkeit sorgen, können andere Meeresschnecken nicht mehr und Landschnecken noch nicht überleben. In dieser Zone können ihr nur Seepocken gefährlich werden, die sich auf ihren Schalen ansiedeln. Durch einen dicken Panzer von Seepocken können die Schnecken in ihrer Bewegungsfreiheit eingeschränkt werden und absterben. 

## Fortbewegung
Die Strandschnecke scheidet am Vorderkörper durch zahlreiche Drüsen ein 0,5–1 cm breites Schleimband aus, auf dem sie sich kriechend fortbewegt. Zusammen mit dem Körpereindruck sind diese Bänder als Kriechspuren in weichem Sediment des Wattbodens gut zu erkennen.

## Ernährung und Fressfeinde
Die Strandschnecke ist ein unselektiver Weidegänger. Mit der Radula werden Diatomeen und organische Partikel auf den Hart- und Weichböden abgeweidet. Auch junge Keimlinge von Algen und die Nauplien der Seepocken werden von der Strandschnecke gefressen.
Zu den Fressfeinden gehört u. a. die Strandkrabbe. Diese gibt chemische Signale von sich, welche die Strandschnecke wiederum als Warnsignal nutzt (Chemosensorik). Befindet sich jedoch Mikroplastik in der Umgebung, wird die Fluchtreaktion der Strandschnecke vermindert oder bleibt ganz aus.
Die Große Strandschnecke ist erster Zwischenwirt des Schwarzflecken-Saugwurms.

## Fortpflanzung
In ihrer Fortpflanzung ist die Strandschnecke noch stark an das Meer gebunden. Die Eier werden bei Springtide ins Meer entlassen. Die Larven machen alle Entwicklungsstadien im Wasser durch, bevor sie an Land gehen. Andere Littorina-Arten schlüpfen direkt aus dem Ei oder sind sogar lebendgebärend wie die Kleine Strandschnecke (Littorina saxatilis).

## Nutzung

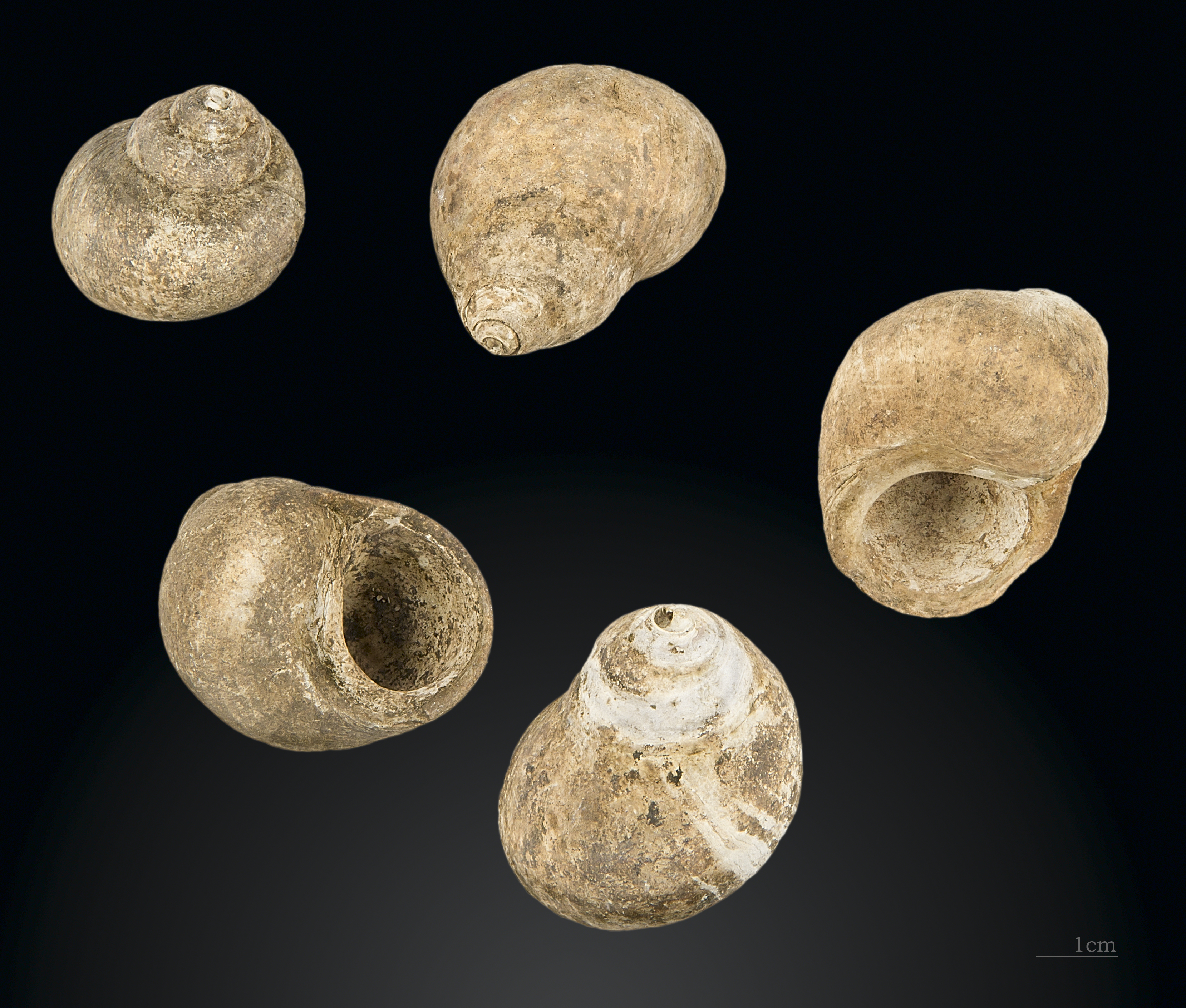
Reste einer Mahlzeit. Strandschnecken aus dem Kantabrischen Magdalénien (15 000 vor heute) der Höhle von Altamira.

In Frankreich und Teilen der Britischen Inseln werden Strandschnecken als „Meeresfrüchte“ gegessen, siehe Schnecke (Lebensmittel).

## Paläontologie
Als Leitfossil im Bereich der heutigen Ostsee führte sie zur Benennung des Littorinameeres.